# Freiheit in Krähwinkel
Freiheit in Krähwinkel ist eine Posse mit Gesang in zwei Abtheilungen (I. Abtheilung: Die Revolution, in 2 Akten; II. Abtheilung: Die Reaktion, in 1 Akt) von Johann Nestroy. Das Stück entstand 1848, im Jahr der Revolution von 1848/49 und wurde am 1. Juli 1848 als Benefizvorstellung für Nestroy am Carl-Theater in Wien uraufgeführt.

## Inhalt
Die Bürger von Krähwinkel sind begeistert, die „Honoratioren“ entsetzt über die Nachrichten von der Revolution in Wien. Die Redakteure klagen über Censur, Ultra soll deshalb durch einen Amtsposten als Censor ruhiggestellt werden, den er entschieden ablehnt.
„Ein Censor ist ein Menschgewordener Bleysteften oder ein Bleistiftgewordener Mensch; ein fleischgewordener Strich über die Erzeugnisse des Geistes, ein Krokodil was an den Ufern des Ideenstromes lagert, und den darin schwimmenden Dichtern die Köpf' abbeißt.“

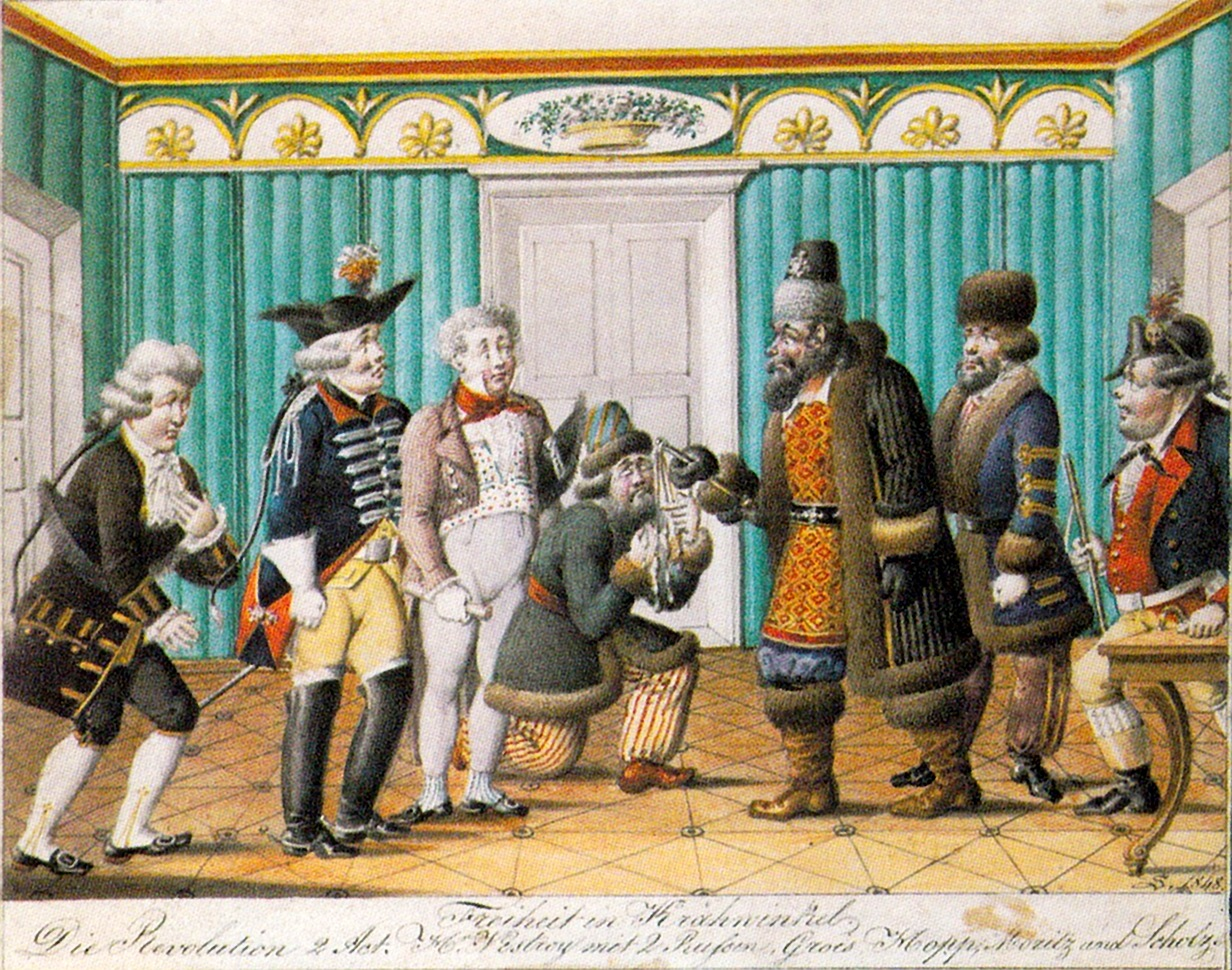
Ultra (Nestroy) als russischer Gesandter, Klaus (Scholz; ganz rechts)

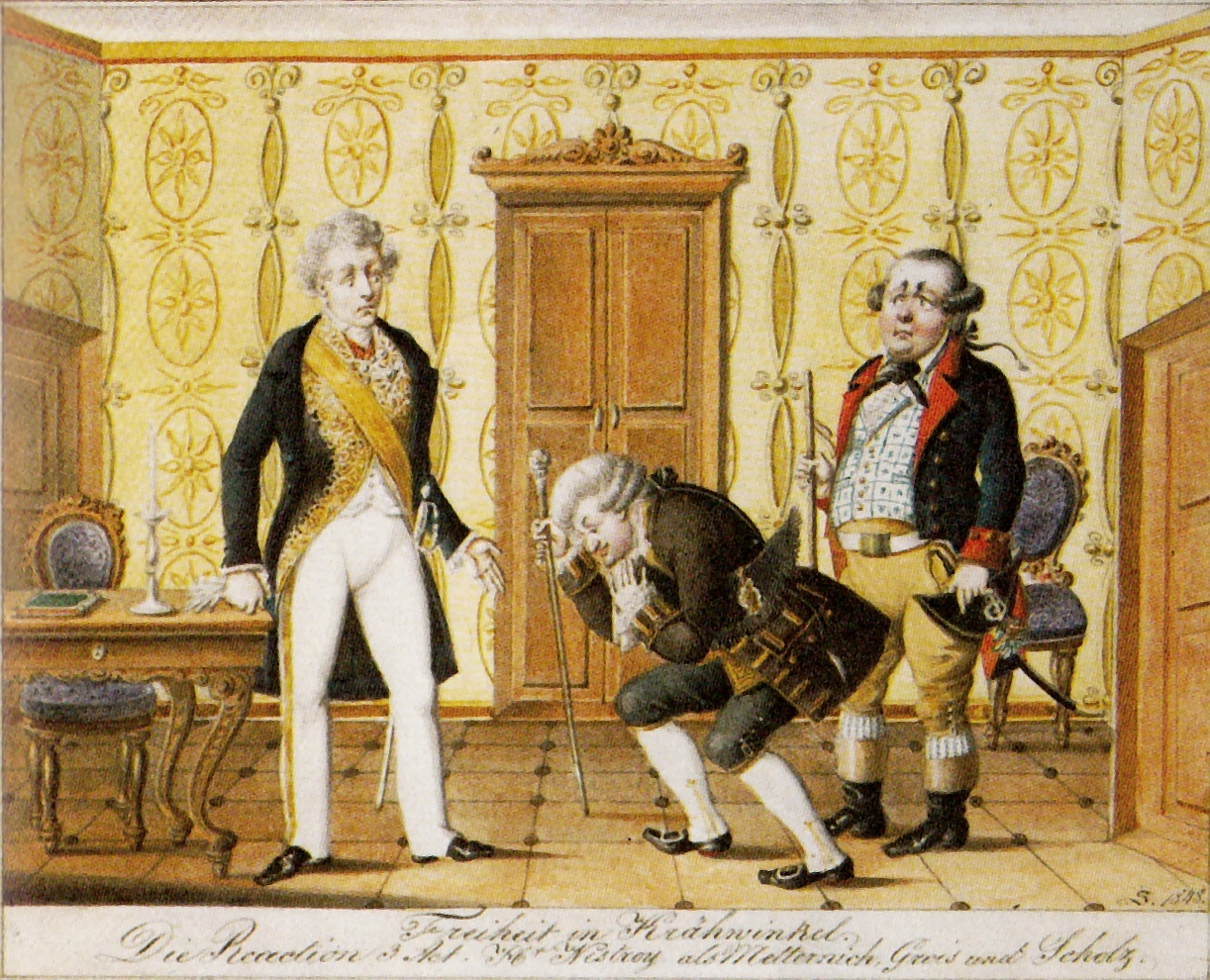
Ultra als Metternich, der Bürgermeister und Klaus

Die Bürger planen den Aufstand, aber vorerst kommt es nur zu einer Katzenmusik, die den Bürgermeister schlecht träumen lässt.
Nun verkleidet sich Ultra als Ligorianer („Der Pater Prior schickt mich […]“), russischer Gesandter („Fürst Knutikof Sibiritschevski, Tyrannski Absolutski.“) und Europäischer Freyheits- und Gleichheitscommissär („Ich verkünde für Krähwinkel Rede-, Preß- und sonstige Freyheit […]“), schließlich sogar als geflohene Exzellenz aus Wien – eine Anspielung auf Metternich: „Wenn sie nach London kommen, besuchen sie mich. Jeder ächt servil-legitime Stock-Absolute macht mir die Aufwartung dort.“
Alle diese Verkleidungen haben den Zweck, die reaktionären Umtriebe und die Winkelzüge des Bürgermeisters um Hand und Vermögen der Frau von Frankenfrey bloßzustellen. Die Stadtsoldaten Rummelpuffs können zwar den ersten Aufruhr niederschlagen, aber als sich die Frauen und Töchter der Krähwinkler als Studenten verkleidet zeigen, fliehen alle Reaktionäre. Ultra zieht den Schlussstrich:
„Als wie's im Großen war, so haben wir's hir im Kleinen geseh'n, die Reaction ist ein Gespenst, aber Gespenster giebt es bekanntlich nur für den Furchtsamen, drum, sich nicht fürchten davor, dann giebt's gar keine Reaction.“

## Werksgeschichte
Da Nestroy am 21. Mai 1848 in seiner Posse „Die lieben Anverwandten“ durch ein Couplet die Wahlen zur Frankfurter Nationalversammlung verspottet hatte, verlangte das Wiener Publikum vehement eine Entschuldigung. Freiheit in Krähwinkel war somit sowohl für ihn, als auch für das Carl-Theater und dessen Direktor Carl Carl, die notwendig gewordene Rehabilitation.
Eine Vorlage für Nestroys Werk im engeren Sinne gibt es nicht, doch hat der Dichter Personen und Motive aus Adolf Bäuerles Die falsche Primadonna (1818) sowie aus August von Kotzebues Drama Die deutschen Kleinstädter (1801) entlehnt. Kotzebues Werk wiederum beruht auf der französischen Komödie La petite Ville (1801) von Louis-Benoît Picard. Im Werk Bäuerles hatte Nestroy die Hauptfigur, den Schauspieler Lustig, – aus der er für sein Stück den Redakteur Ultra entwickelte – im April 1847 als Gast im Theater in der Leopoldstadt sowie im gleichen Jahr bei einer Tournee in Berlin, Hamburg und Frankfurt am Main gespielt.
Nestroy schilderte in diesem Stück seine Zustimmung zur Revolution ebenso wie seine Skepsis über deren Protagonisten, Befürworter wie Gegner. In dieser Posse zeichnete er satirisch im Stadtkommandanten Rummelpuff, dem Redakteur Pfiffspitz und dem Ratsdiener Klaus nach, die bereits in den genannten Vorgängerwerken vorhanden waren. Besonders durch die Motivübernahme aus Kotzebues Stück entstand die Kombination einer deutschen Kleinstadt als Handlungsort, deren Bürger Wienerisch sprechen und die in den Couplets (damals) tagesaktuelle und zeitübergreifende Wiener Probleme besingen.
Einige wichtige Ereignisse der Wiener Revolution, die vor Ende Juni stattgefunden hatten, werden direkt angesprochen: So ist Ultras Rede an die Krähwinkler eine Persiflage der Rede von Adolf Fischhof im Hof des Niederösterreichischen Landhauses, die Verkündung des Konstitutionspatents durch den berittenen Friedrich Kaiser in Ultras Auftritt als „Europäischer Freyheits- und Gleichheitscommissär“, Straßenkrawalle, besonders die dem Bürgermeister dargebrachte Katzenmusik, sowie die Vertreibung der Ligorianer hatten ihr Gegenstück in der Wirklichkeit. Im Traum des Bürgermeisters werden der Ausbruch der Revolution am 13. März und die Sturmpetition vom 15. Mai sowie die vorweggenommene Niederschlagung des Aufstandes geschildert. Diese dritte Traumsequenz – mit russischem Militär als Helfer der Reaktion – wurde ab der zweiten Vorstellung wegen Publikumsprotesten weggelassen. Die bedeutende Rolle der Studenten (die bei Nestroy verkleidete Frauen und Mädchen sind, da es in Krähwinkel keine Universität gibt) entspricht durchaus deren Einsatz in der Nationalgarde und den Verteidigungskämpfen gegen Fürst Alfred I. zu Windisch-Graetz.
Der weithin unbekannte Theaterschriftsteller Joseph Carl Böhm warf Nestroy in einem langen Leserbrief am 11. Juli vor, sein Stück Eine Petition der Bürger einer kleinen Provinzstadt oder Theolog, Jurist und Techniker schamlos plagiiert zu haben. Am 12. Juli antwortete der Angegriffene auf einem öffentlich ausgehängten Plakat und verwehrte sich gegen diese Unterstellung.
„[…] Wenn aber, Herr Böhm, Ihnen je wieder die Idee kommen sollte, man habe ihnen eine Grundidee gestohlen, so müssen sie diese Idee gleich von Grund aus verbannen, als eine grundfalsche Idee, schon aus dem Grunde, weil Niemand Grund hat, bei Ihnen Grund-Ideen oder Ideen überhaupt zu suchen. J. Nestroy“
Johann Nestroy spielte bei der Uraufführung 1848 im Carl-Theater den Redakteur Ultra und Wenzel Scholz den Ratsdiener Klaus.
Nestroy machte während der Wiener Theatersommerpause eine Gastspielreise von August bis September 1848 nach Graz (3.–7. August), Budapest (10.–15. August), Brünn (17.–21. August), Prag (23.–28. August), Leipzig (31. August bis 4. September), Hamburg (7.–9. September) und Linz (14.–15. September).
Am 4. Oktober, nach nur drei Monaten Laufzeit, erfolgte die letzte Aufführung. Der am 6. Oktober einsetzende Wiener Oktoberaufstand 1848 bereitete den Vorstellungen ein vorzeitiges Ende.
Ein eigenhändiges Originalmanuskript, ein ebenfalls eigenhändiger Liedentwurf von Nestroy sowie der Theaterzettel der Erstaufführung vom 1. Juli 1848 werden in der Theatersammlung der Österreichischen Nationalbibliothek aufbewahrt. Die Originalpartitur von Michael Hebenstreit befindet sich in der Musiksammlung der Österreichischen Nationalbibliothek.

## Zeitgenössische Rezensionen
Die zeitgenössischen Kritiker waren sehr uneinheitlich, sie schwankten zwischen Lob und Tadel. Der Wanderer – in der Zeit vom 24. Juli bis zum 26. Oktober 1848 unter dem Titel Der Demokrat erschienen – schrieb am 3. Juli:
„Diese parodierende Posse hat sehr gefallen, der erste Akt ist voll schlagender Witze und treffender Bemerkungen, der zweite ist weniger gelungen, und der dritte, […] amüsiert nicht minder.“
Dagegen war im Humorist am gleichen Tage eine scharfe Kritik von Julius März zu lesen:
„Wir fragen Herrn Nestroy ferner: Ob er es je verantworten könne, sich durch derlei gemeine Späße, durch derart ordinäre Anspielungen, […] den Beifall eines sonst geschmackvollen Publikums erworben zu haben.“
Der Wiener Journalist und Satiriker Moritz Gottlieb Saphir (1795–1858) verurteilte das Werk, ebenfalls im Humorist, denn Nestroy habe sich darin über „die Freiheitsideale der 1848er Revolution lustig gemacht, d. h. den revolutionären Kampf durch die Verlagerung in die Provinz dem Spott ausgesetzt.“

## Text
- Jürgen Hein (Hrsg.): Johann Nestroy: Freiheit in Krähwinkel. (= Reclams Universal-Bibliothek UB 8330). Reclam, Stuttgart 1980, ISBN 3-15-008330-3.
- Johann Nestroy: Freiheit in Krähwinkel: Posse mit Gesang in zwei Abtheilungen und 3 Akten. 1. Abtheilung: Die Revolution; 2. Abtheilung: Die Reaktion. Verlag und Druck von J. B. Wallishausser, 1849.[24]